# Soul Swing
Soul Swing est un groupe de hip-hop français, originaire de Marseille. Il est en activité entre 1988 et 1996, et émerge au même moment que le groupe IAM. Il était composé des membres suivants : D.E.F. (Def Bond), Dope Rhyme Sayer (Faf Larage) par ailleurs frère de Shurik'N d'IAM, K-Rhyme Le Roi, Grand Master DJ Rebel et DJ Majestic.

## Biographie

### Formation
Def Bond, Faf Larage et DJ ReBeL se rencontrent à la radio marseillaise Radio Sprint là où ce dernier œuvre depuis 1984. Complémentaires — Def Bond est passionné par les vinyles tandis que Faf Larage commence à écrire ses textes — ils forment un premier groupe, Soul Swing and Radical en 1989 et commencent à se produire notamment aux côtés des B-Boy Stance (groupe composé d’Akhenaton, Kheops et Shurik’n et qui deviendra IAM en 1988).
Grand Master DJ Rebel les rejoint dès le début de la création du groupe, suivi par DJ Majestic en 1990. Durant les années 1990, ils apparaissent dans deux clips diffusés dans l'émission Rap Line sur la chaîne télévisée M6 : Was a Brother et Identité.
Le groupe est invité sur les deux premiers albums d'IAM (... De la planète Mars et Ombre est lumière) et fait leur première partie à l'Olympia et toutes leurs premières parties durant une bonne décennie. Akhenaton produit un EP de quatre titres (dont un avec IAM), jamais sorti.

### Le Retour de l'âme soul
Le groupe sortira en 1996 un mini-album en indépendant, nommé Le Retour de l'âme soul. Le mini-album est produit par K-Rhyme le Roi et deux membres d'IAM, Kephren et Freeman, qui ont payé le studio d'enregistrement. Il est distribué par Night & Day, « qui à ce moment-là signait tous les groupes qui n'avaient pas de distrib' ». K-Rhyme Le Roi commence sa carrière de rappeur sur cet album. Le Retour de l'âme soul rencontre un faible succès commercial mais est noté positivement par la presse spécialisée.
« Cet EP était un aboutissement pour nous. Le Soul Swing existait depuis 1987. [...] On a pu laisser notre pièce dans le rap français » résume Faf Larage .

### Séparation
Soul Swing se disloque quelque temps plus tard, chaque membre se dirigeant vers une carrière solo tout en gardant l'amitié qui les unit depuis des années. En 2016, Faf Larage révèle que le groupe avait un EP quatre titres prêt à sortir, ce qui ne se fera jamais.

## Discographie

### Clips
- 1991 : Was a Brother (clip M6/RapLine)
- 1991 : Identité (clip M6/RapLine)

### Apparitions
- 1991 : Je viens de Marseille - IAM feat. Soul Swing & Radical, sur l'album De la planète Mars d'IAM
- 1992 : Le Côté obscur de la planète - Côté Obscur, sur la compilation Rapattitude 2
- 1993 : Achevez-les ! - IAM feat. Soul Swing & Radical sur l'album Ombre est lumière d'IAM
- 1996 : Radical - Soul Swing sur la compilation Invasion du label Night & Day